# Unidos de Aquarius
Unidos do Aquárius é uma escola de samba de Cabo Frio. Rio De Janeiro, fundada em 1997 por Almir Naval. (Ex presidente da associação dos moradores do bairro tamoios, segundo distrito de cabo frio.)

## História
No carnaval de 2008 foi a sétima colocada no Grupo Especial da cidade, sendo rebaixada para o Grupo de acesso A, em 2009.
Em 2009 com o enredo Dançando Folias da comissão de carnaval formada por Edson Pereira, Severo Luzardo e Kaká Medeiros, terminou na quarta colocação, com 194,9 pontos; ficando no Grupo de acesso A em 2010.
No ano de 2010, a escola trouxe a influência da água na criação do mundo como tema de seu desfile. Após o rebaixamento em 2011, a escola não mais desfilou. Seus integrantes, em 2015, juntaram-se a dissidentes do Boi da Ilha do Governador para formar a Nação Insulana.

## Presidentes

### Lista
| Fundador-Presidente | Mandato   |
| ------------------- | --------- |
| Almir Naval         | 1997-2002 |

| Presidente.       | Mandato   |
| ----------------- | --------- |
| Carlinhos da Juju | 2003-2004 |

| Presidente  | Mandato     |
| ----------- | ----------- |
| Ivan Latina | 2005 - 2005 |

| Presidente         | Mandato   |
| ------------------ | --------- |
| Jorginho Katespero | 2006-2015 |

| Presidente | Mandato |
| ---------- | ------- |
| Ausente    | Ausente |

## Carnavais
| Ano  | Colocação | Divisão        | Enredo                                                                                        | Carnavalesco                                  | Ref.        |
| ---- | --------- | -------------- | --------------------------------------------------------------------------------------------- | --------------------------------------------- | ----------- |
| 2004 | 3º lugar  | Grupo A        | Muito Prazer Eu Sou o Sol                                                                     | Roberto Barbosa                               | [ 4 ]       |
| 2005 | 2º lugar  | Grupo A        | Entre montanhas, mar e poesias, Aquarius canta Casemiro de Abreu                              | Roberto Barbosa                               |             |
| 2006 | 2º lugar  | Grupo A        | O céu está em festa, nasceu uma estrela: Dona Zica da Mangueira                               | Roberto Barbosa                               |             |
| 2007 | Campeã    | Grupo A        | Sob ás asas de uma águia audaciosa, imponente e Aquarius canta com carinho Jair do Cavaquinho | Roberto Barbosa                               |             |
| 2008 | 7º lugar  | Grupo Especial | Aquarius decola na calda de um cometa e leva alegria a todos os planetas                      | Roberto Barbosa                               | [ 1 ]       |
| 2009 | 3º lugar  | Grupo A        | Dançando Folias                                                                               | Severo Luzardo, Edson Pereira e Kaká Medeiros |             |
| 2010 | 5º lugar  | Grupo A        | Das lágrimas do Criador surge a fonte de vida e inspiração. Aquarius minha paixão             | Ney Barros                                    | [ 2 ]       |
| 2011 | 5º lugar  | Grupo A        |                                                                                               | Ney Barros                                    | [ 5 ] [ 6 ] |
| 2012 | 4º lugar  | Grupo A        | Ney Barros                                                                                    |                                               |             |
| 2013 | 4º lugar  | Grupo A        | Ney Barros                                                                                    |                                               |             |
| 2014 | 4º lugar  | Grupo A        | África e Brasil - O disfarce que cobre meu rosto                                              | Bruno Rocha                                   | [ 7 ]       |
| 2015 | 4º lugar  | Grupo A        |                                                                                               |                                               |             |